# Lindenstein (Heppenheim)
Der Lindenstein (auch Lohnstein) in der Gemarkung Unter-Hambach ist ein 454,9 m ü. NHN hoher Berg im westlichen Odenwald oberhalb der Bergstraße etwa 3 km nordöstlich von Heppenheim. Der Berg ist stark bewaldet. 